# Цай Чунсінь
Джозеф Цай Чунсінь (кит. трад.: 蔡崇信; певедзі: Chhòa Chông-sìn, англ. Joseph Chung-Hsin Tsai; нар. 1 січня 1964) — тайвансько-канадський бізнес-магнат, мільярдер, юрист і філантроп. Співзасновник і голова правління китайської транснаціональної технологічної компанії Alibaba Group, власник «Бруклін Нетс», Американської національної баскетбольної асоціації (NBA), Жіночої національної баскетбольної асоціації (WNBA) поміж інших. Має інтереси в кількох інших професійних спортивних франшизах. Статки Цая оцінюють у 8,1 мільярда доларів США.

## Життєпис
Цай народився в Тайбеї у січні 1964 року. У нього є троє молодших братів і сестер.

### Раннє життя та освіта
Сім'я Цай втекла на Тайвань після поразки Гоміньдану від комуністів у континентальному Китаї 1949 року під час громадянської війни. У віці 13 років Цая відправили до США, щоб відвідувати школу в Лоуренсвіллі, штат Нью-Джерсі, де він грав у лакросс і футбол та був членом Cleve House. Цай вступив до alma mater свого батька, Єльського університету. Чотири роки він грав за університетську команду Єльського університету з лакросу і досі залишається її прихильником.
У 1986 році Цай отримав ступінь бакалавра економіки та східноазійських досліджень у Єльському коледжі. У 1990 році він отримав ступінь доктора права в Єльській юридичній школі, де він був редактором статей у Єльському журналі Law & Policy Review.

### Кар'єра
Після закінчення навчання Цай став юристом із оподаткування в юридичній фірмі Sullivan & Cromwell, а пізніше 6 травня 1991 року був прийнятий як адвокат до колегії адвокатів Нью-Йорка. Через три роки роботи в фірмі він перейшов на приватний капітал і приєднався до невеликої нью-йоркської фірми з купівлі-продажу Rosecliff, Inc. в якості віце-президента та головного радника. У 1995 році він поїхав до Гонконгу щоб приєднатися до інвестиційного конгломерату шведської сім’ї Валленберг Investor AB, де він відповідав за азіатську частину інвестицій в прямий капітал.
У 1999 році він вперше зустрів Джека Ма в Ханчжоу. Цай був вражений ідеєю Ма створити міжнародний ринок імпорту та експорту, а також його «харизматичною особистістю». Пізніше того ж року Цай залишив роботу в Investor AB із зарплатою 700 000 доларів на рік, і запропонував приєднатися до Ма як члена команди засновників. За словами Цая, саме послідовники Ма й їхня «енергетика та ентузіазм» зрештою переконали його приєднатися. У той час кожен із 18 співзасновників Alibaba, з яких Цай був єдиним із західною освітою, погоджувався на зарплату лише в 600 доларів на рік. Цай став головним операційним та фінансовим директором, виконавчим віце-голови та членом правління. Він одноосібно створив фінансову та юридичну структуру Alibaba, оскільки жоден інший член команди не мав жодного досвіду у сфері венчурного капіталу чи права. Він став головою компанії у вересні 2023 року, ставши другим за величиною індивідуальним акціонером Alibaba після Ма.

## Політичні погляди
7 жовтня 2019 року Цай опублікував відкритий лист до всіх уболівальників НБА на своїй сторінці у Facebook у зв'язку з підтримкою гонконзьких протестувальників генеральним менеджером Х’юстон Рокетс Деріл Морі. У ньому Цай пояснив, що твіт Морі викликав сильні негативні настрої в Китаї, посилаючись на історичні іноземні вторгнення до Китаю.

## Нагороди
У 2017 році Цай отримав нагороду Джорджа Буша-старшого '48 за лідерство від Єльського університету.